# So Far Away (Dire Straits)
So Far Away è un brano musicale dei Dire Straits, scritto dal chitarrista e cantante Mark Knopfler. Fu il primo singolo estratto dall'album Brothers in Arms del 1985 nel Regno Unito e Europa. Il brano ricevette riscontro radiofonico anche negli Stati Uniti, tuttavia è stato distribuito in Nord America soltanto l'anno successivo, sulla scia del successo di Money for Nothing e Walk of Life.
La canzone è inclusa anche nella raccolta Sultans of Swing (1998); un'esecuzione dal vivo del brano, in duetto con Emmylou Harris, è inserita nell'album Real Live Roadrunning.

## Classifiche
| Classifica (1985)                | Posizione massima |
| -------------------------------- | ----------------- |
| Australia                        | 22                |
| Belgio (Fiandre)                 | 21                |
| Canada                           | 24                |
| Finlandia                        | 13                |
| Francia                          | 20                |
| Irlanda                          | 14                |
| Italia                           | 33                |
| Norvegia                         | 4                 |
| Nuova Zelanda                    | 25                |
| Paesi Bassi                      | 23                |
| Regno Unito                      | 20                |
| Spagna                           | 6                 |
| Stati Uniti                      | 19                |
| Stati Uniti (adult contemporary) | 3                 |
| Stati Uniti (mainstream rock)    | 29                |
| Svezia                           | 7                 |
| Svizzera                         | 6                 |